# Stephanoaetus coronatus
L'aquila coronata (Stephanoaetus coronatus (Linnaeus, 1766)), conosciuta anche come aquila coronata africana, è un grande uccello rapace originario dell'Africa sub-sahariana; in Sudafrica il suo areale è limitato alle zone a est. Il suo habitat è costituito principalmente da boscaglie e foreste. L'aquila coronata è l'unico membro esistente del genere Stephanoaetus. Una seconda specie, l'aquila coronata malgascia (Stephanoaetus mahery) si estinse a seguito dell'arrivo di coloni umani in Madagascar.
Almeno il 90% della dieta di questo uccello è costituita da mammiferi; le sue prede variano di popolazione in popolazione che mostrano delle marcate differenze regionali. In tutto il suo areale si nutre principali di piccoli ungulati (come cefalofi, traguli), iraci delle rocce e piccoli primati. Uccelli e lucertole di grandi dimensioni vengono predati raramente.
Sebbene la lunga coda dell'aquila coronata le conferisca una lunghezza complessiva fino a 90 centimetri (35 pollici), l'aquila coronata risulta meno massiccia e con un'apertura alare notevolmente inferiore rispetto all'aquila africana più grande, l'aquila marziale (Polemaetus bellicosus). Tuttavia è considerata l'aquila africana più potente, se si considera il peso delle sue prede abituali. Difatti, questi uccelli sono in grado di predare grossi mammiferi come il tragelafo striato (Tragelaphus scriptus), che possono raggiungere anche i 30 kg (66 libbre) di peso. L'aquila coronata possiede artigli insolitamente grandi e zampe molto forti, con cui è in grado di schiacciare il cranio delle proprie prede. È anche un uccello molto aggressivo; sotto il nido di uno di questi uccelli furono ritrovati i resti di un grande maschio di cercocebo moro, del peso di 11 kg (24 libbre).
A causa delle loro somiglianze ecologiche, l'aquila coronata è il miglior analogo africano dell'arpia (Harpia harpyja). Grazie al suo comportamento aggressivo e adattabile, quest'aquila è ben equipaggiata per vivere e cacciare nelle foreste. Proprio per la sua alta adattabilità a diversi habitat, fino a poco tempo fa si riteneva che la specie non fosse affetta da particolari pericoli per la sopravvivenza e che per gli standard dei grandi rapaci delle foreste fosse una specie relativamente stabile. Tuttavia, oggi si pensa che il loro numero stia diminuendo molto di più di quanto precedentemente percepito a causa della distruzione quasi epidemica della foresta tropicale africana nativa. È elencata dall'IUCN come prossimo alla minaccia.

## Descrizione

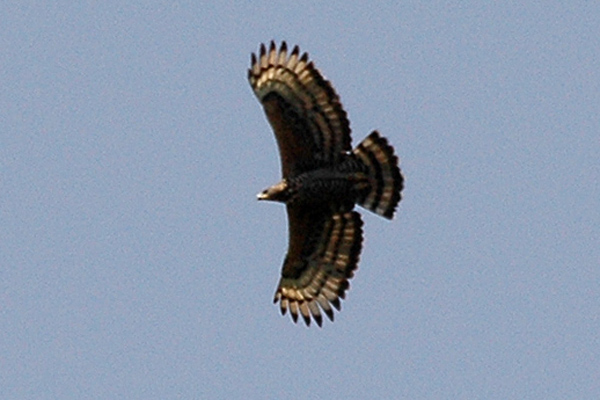
Fotografata in volo a Budongo, in Uganda occidentale

La sua lunghezza varia da 65 a 85 cm, le piume gli coprono gran parte del corpo, lasciando scoperto gli artigli, il becco grigio-bluastro e le zampe gialle oltre alla tipica cresta da cui prende il nome.

## Distribuzione e habitat
Diffusa nei paesi dell'Africa sub-sahariana, dal Ghana al Sudan, l'habitat naturale di questa specie varia dalle foreste con forti precipitazioni alle aperte savane.

## Alimentazione
Si cibano di mammiferi, come le scimmie, quali i colobi e i cercopitechi, ma a volte riescono a catturare anche antilopi, uccelli e rettili.

## Riproduzione
Durante la stagione degli amori volano insieme (anche ad altezze che possono arrivare quasi a 1 500 metri).

Caratteristica dei nidi dell'aquila coronata è che vengono utilizzati per più di una stagione e ogni volta gli uccelli aggiungono altro materiale, raccolto dall'esemplare maschio, creando nidi molto grandi.

La cova delle due uova dura da 6 a 7 settimane, anche se è stato osservato come solo un esemplare sopravviva alla fine, il ciclo di riproduzione dura 17-18 mesi. Se lasciati vuoti i nidi vengono depredati dai babbuini.